# Hedysarum dentatoalatum
Hedysarum dentatoalatum är en ärtväxtart som beskrevs av Kun Tsun Fu. Hedysarum dentatoalatum ingår i släktet buskväpplingar, och familjen ärtväxter. Inga underarter finns listade i Catalogue of Life.